# 가케이 미와코
가케이 미와코(일본어: 筧 美和子, 1994년 3월 6일~)는 일본의 모델, 배우, 그라비아 아이돌, 탤런트이다. 플래티넘 프로덕션에 소속되어 있다.

## 경력
2011년 고등학교 3학년 재학 중 친구와 함께 패션쇼에 갔다가 스카우트되어 데뷔하였다. 2013년 9월 14일 원라이프 모델 오디션에서 준 그랑프리를 수상하였다. 같은 해 9월 23일, 홋카이도 닛폰햄 파이터스의 2부 리그 본거지 최종전에서 시구를 맡았다. 10월 5일《메자마시 TV》의〈코코조〉(ココ調)에 일반 투표로 68,322표라는 압도적인 표를 획득하여 목요 리포터로 뽑혀 활동 중이다. 12월 19일에는 첫 오피셜 북인《みーこ Miwako Kakei 1st Official Book》가 출시되었다.

## 출연 작품

### 영화
- 좀100: 좀비가 되기 전에 하고 싶은 100가지 (2023년)